# 高梁市立高梁小学校
高梁市立高梁小学校（たかはししりつ たかはししょうがっこう）は岡山県高梁市落合町近似（ちかのり）にある公立小学校。

## 沿革
1871年（明治4年）に創設された高梁啓蒙社に始まる旧高梁北小学校（高梁国民学校高梁校舎）と、1873年（明治6年）に創設された西明寺仮教場啓蒙所に始まる旧高梁南小学校（高梁国民学校松山校舎）が、1970年（昭和45年）に統合され高梁小学校となった。校舎は別のままであったが、1972年（昭和47年）に現在の敷地で統合校舎となり開校式を行う。

## 校歌
岡山県高梁町出身のロシア文学者米川正夫が作詞。作曲は下総皖一。

## 学区
南は高梁市松山と高梁市落合町近似、北は高梁市川端町と高梁市高倉町八長大瀬が学区となる。

## 卒業生
- 細川明人（競艇選手）
- 齋藤愛美（陸上選手）
- 長坂あかり（元演歌歌手）